# 王国 (涼州)
王 国（おう こく、？ - 中平6年〈189年〉）は、後漢末の人物。涼州隴西郡狄道県または漢陽郡の人。後漢末期の涼州反乱の主導者の一人。

## 略歴
王国は、本貫・種族・反乱への参加時期の全てにおいて情報が錯綜している。魚豢『典略』では、王国は羌や氐と区別され、漢族であるように記されているが、『献帝春秋』においては、宋建と共に「涼州義従」、すなわち異民族として記録されている。古亜寧によれば、これは涼州において諸民族どうしの結びつきが強く、民族間の区別が曖昧だったことを示すという。また反乱時期についても、『献帝春秋』では反乱の発端となっており、『後漢書』においては、韓遂と同様、涼州刺史である耿鄙の討伐対象となるが、別の記述では、韓遂が耿鄙を退けた後に反乱に参じているなど、史書の記述は定まっていない。飯田祥子の解釈によれば、王国に関する情報の混乱は、王国が一定の勢力を保持しており、独自に反乱を起こしていたのが、ある時期から韓遂らに呼応したためだという。
中平元年（184年）、王国は先零羌（羌の一種）、宋建、湟中義従胡（漢に帰順した異民族）の北宮伯玉・李文侯、漢族の辺章・韓遂と共に涼州で反乱を起こし、関中進出を図った。車騎将軍の張温が率いる鎮圧軍の攻勢により、勢いの減衰した反乱軍は西に退いたが、中平3年（186年）に再び関中侵攻を行った。韓遂が辺章・北宮伯玉・李文侯を殺害し、彼らの兵を吸収して隴西を包囲すると、隴西太守の李相如は降伏して反乱軍に加わった。中平4年（187年）4月には耿鄙による討伐軍を破り、ついには耿鄙を殺害した。反乱軍は傅燮が太守を務める漢陽を包囲するまでに至り、王国は元酒泉太守の黄衍を派遣して降伏するよう促したが、傅燮は説得に従わず、出撃して戦死した。一方、耿鄙の部下だった涼州司馬の馬騰は反乱軍へと合流した。王国は韓遂・馬騰と共に反乱の中心人物となり、「合衆将軍」と称した。ただし『英雄記』には、王国らが閻忠を脅して主に擁立し、軍を統率させ、車騎将軍を号させたという記述もある。
中平5年（188年）11月、王国らが陳倉を包囲すると、皇甫嵩と董卓はそれぞれ左将軍・前将軍に任命され、反乱軍の討伐に赴いた。80日を過ぎても城を攻略できず戦意喪失した王国らの軍は、中平6年（189年）2月、皇甫嵩軍の反撃により大破され、王国は死亡した。このとき、王国は韓遂らによって主の立場から追放されたともいう。新たに主とされた閻忠も恥辱を覚えるうちに病死したため、主を失った反乱軍は結束力を失い、瓦解した。